# Curtea de Argeș
Curtea de Argeș es un municipio de Rumania en el distrito de Argeș, compuesto por la propia ciudad de Curtea de Argeș y Noapteș. Curtea de Argeș fue la primera capital del Principado de Valaquia y cuenta con los edificios pertenecientes a la arquitectura bizantina más importantes de Rumania, como por ejemplo Biserica Domnească, construida en el siglo XIV y perteneciente al patrimonio de la UNESCO. Fue un importante centro económico y cultural durante la época medieval aunque fue decayendo a partir del momento en el que la corte valaquia se mudó a Târgoviște. En el periodo de entreguerras volvió a recuperar parte de su importancia debido al nombramiento de la Catedral de Curtea de Argeș como lugar de sepultura de la familia real.

## Historia
Sobre la base de la tradición, Curtea de Argeş fue fundada en el siglo XIII por el príncipe Radu Negru, como capital del reino de Valaquia. Su nombre, en rumano, quiere decir "la corte del (río) Argeş".
La ciudad sirvió de emplazamiento a varias iglesias medievales, entre ellas la catedral de Curtea de Argeş que fue construida, en el año 1290, cuando la ciudad era aún un pequeño poblado.
Otra iglesia importante es la Biserica Domnească (Iglesia Real) construida por Mircea el Viejo, monarca de Valaquia que reinó entre 1386-1418, cuya estructura semeja una fortaleza de piedra, conectada a través de catacumbas con una atalaya situada en una colina cercana. Los vestigios del que fuera el Palacio del Príncipe, aún existen en el lugar.
Curtea de Argeş es una ciudad de variadas actividades culturales con diversos festivales de música y de poesía.
Al norte se encuentran las ruinas del auténtico Castillo de Drácula, el Castillo Poenari.

## Geografía
Es una de las ciudades más antiguas de Valaquia y de Rumania, situada en la ribera oriental del río Argeş, que fluye a través de uno de los valles, de los bajos Cárpatos, o montañas Făgăraş y que se halla en la vía que une a las ciudades de Piteşti y Turnu Roşu Pass. Se encuentra a una altitud de 424 m s. n. m. a 152 km de la capital, Bucarest.

## Demografía
Según estimación 2012 contaba con una población de 34 554 habitantes.
| 1948 | 1956  | 1966  | 1977  | 1992  | 2002   | 2012   |
| 9180 | 10764 | 16424 | 24645 | 35824 | 32 510 | 34 554 |